# Tahir ul Qadri
Mohammad Tahir ul Qadri (19 de febrer de 1951) és un erudit islàmic pakistanès-canadenc i antic polític que va fundar Minhaj-ul-Quran International i Pakistan Awami Tehreek.
Nascut a West Punjab, Pakistan, Qadri ha exercit com a professor de dret constitucional internacional a la Universitat del Punjab. També va exercir com a jurista i assessor legal sobre dret islàmic per al Tribunal Suprem i el Tribunal Federal de la Sharia del Pakistan. A més, ha treballat com a assessor especialista per al Ministeri Federal d'Educació del Pakistan i és el president fundador de diverses organitzacions de Minhaj-ul-Quran International. Qadri ha pronunciat més de 6.000 conferències i és autor de més de 1.000 llibres en urdú, anglès i àrab, amb més de 450 publicats. Ha aparegut a totes les edicions de The 500 Most Influential Muslims des de la seva primera edició el 2009.